# Игор Михаљевић
Игор Михаљевић (Нови Сад, 1976.) је српски новинар, уредник и музичар, познат по дугогодишњем раду за лист „Дневник” и Оmladinski radio РТВ Војводине, а тренутно као уредник платформе ZTZ Media. Басиста је у више рок бендова.

## Биографија
Игор Михаљевић рођен је 1976. године у Новом Саду, где завршава основну школу „Васа Стајић“ и гимназију „Јован Јовановић Змај”. Студирао је историју.

## Новинарска каријера
Новинарством се бави од 1999. године, када је почео као хонорарни сарадник листа Дневник, након чега је прво прешао у Новосадску хронику, а потом у Омладински радио РТВ Војводине. Током каријере објављивао је репортаже, интервјуе и анализе политичких и друштвених тема, излазећи у сусрет младој публици. Често истиче да је „новинарство његова професија, све остало је… факултативно”. 
Од 2020. као самостални новинар делује преко странице ZTZ Media, где у комбинацији текстова и мултимедије објављује аналитичке и креативне форме новинарства. 

### Блог „Знаш ти зашто”
Михаљевић је аутор и уредник блога „Знаш ти зашто”, где објављује коментаре и есеје о култури, музици и друштвеним темама. 

## Музичка каријера
Од своје 15. године свира бас гiтару. Прве запажене кораке направио је као текстописац и басиста у бенду High-Low. Након тога прихватио је позив за басисту у пројекту Hirurgija, а тренутно свира и у стартап реституту бенда Pekinška Patka.

## Остало
- Књижевно остварење : објавио је приповетку „Мука по мајци” (Књижевна општина Вршац).
- Награде и признања : награђиван од стране НУНС-а, НДНВ-а и ННШ-а за допринос слободном новинарству